# Arawelo
Arrawelo eller Arraweelo (somaliska: Carraweelo), även känd som Ebla Awad, var enligt traditionell historibeskrivning en legendarisk regerande drottning i området Murihi i regionen Sanaag i Somaliland.
Hon ska enligt legenden ha avskaffat patriarkatet och infört ett matriarkat under sin regeringstid. Hon skildras i muntlig traditionell historiebeskrivning men det finns inga bevis för hennes existens. 
Hon har både hyllats som en kvinnornas hjältinna som lyft kvinnorna ur förtryck, och hatats och anklagats för att ha förtryckt män och torterat dem i testiklarna.